# Landgericht Würzburg (bayerische Verwaltungseinheit)
Das Landgericht Würzburg war ein bayerisches Landgericht mit Sitz in Würzburg.
Am 1. April 1873 wurde das Landgericht Würzburg (rechts des Mains) mit dem Landgericht Würzburg (links des Mains) und dem Stadtgericht Würzburg zum Landgericht Würzburg vereinigt. 1879 wurde nach dem reichseinheitlichen Gerichtsverfassungsgesetz von 1877 das damalige Landgericht in das Amtsgericht Würzburg umgewandelt.